# Бобатон

Символіка школи Бобатон

Бобатон (англ. Beauxbatons Academy of Magic, фр. Académie de Magie Beauxbâtons) — вигадана школа магії із серії романів англійської письменниці Дж. К. Ролінґ про Гаррі Поттера, знаходиться у Франції.
Директор — Олімпія Максім.

## Герб
На гербі Бобатона зображенні дві схрещені золоті палички, з кожної вилітає по три червоні зірки.

## Тричаклунський турнір
Одна зі шкіл-засновників Тричаклунського турніру. На турнір, описаний у книзі Гаррі Поттер і келих вогню, студенти Бобатону прибули на величезній синій кареті з повітря. Карета була запряжена дюжиною золотих коней з білими гривами, кожен величиною як слон і п'є тільки ячмінний віскі. Школу випала честь представити Флер Делякур, яка зайняла останнє четверте місце.